# Bahr el Ghazal du Nord
Pour les articles homonymes, voir Bahr el-Ghazal.
Le Bahr el Ghazal du Nord (en anglais : Northern Bahr el Ghazal) est un État du Soudan du Sud. 
Sa capitale est Aweil.

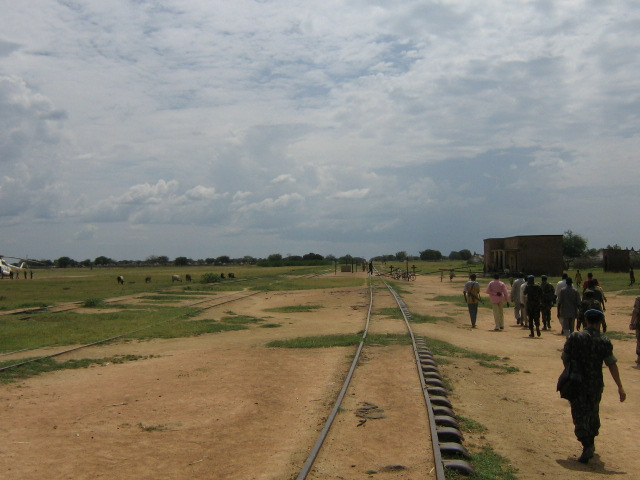
Gare de Malual

Les autres villes importantes sont : Malualkon et Nyamlel.
La langue principale parlée dans la province est le nuer-dinka. La plupart des habitants sont chrétiens ou animistes, ce qui entraîne des manifestations violentes depuis les années 1980 contre le pouvoir central musulman de Khartoum. Il y a régulièrement des combats entre les milices musulmanes armées par Khartoum et les bandes armées de la région. La province recèle également des richesses pétrolières et des réserves d'eau, ce qui peut être une autre raison au conflit entre les communautés.
L'État tient son nom de rivière Bahr el Ghazal qui en arabe signifie la « rivière aux gazelles ». Ce cours d'eau donna son nom à la région plus fertile du pays qui, en 1994 fut divisé en quatre entités dont l'État actuel.

## Les comtés
L'État est subdivisé en 5 Comtés :
- Comté d'Aweil West (Santo Ayuel Akuei)
- Comté d'Aweil North (Angui Diing Diing)
- Comté d'Aweil East (Diing Aher Ngong)
- Comté d'Aweil South-West (Deng Dhieu Nyiwel)
- Comté d'Aweil South (TBA)